# El Zonda

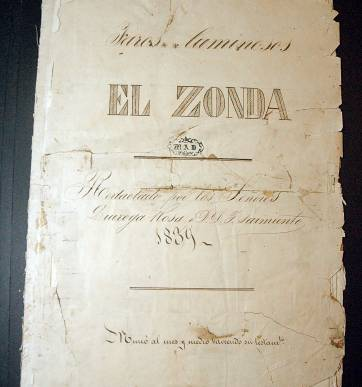
El Zonda (1839).

El Zonda fue un periódico de la provincia de San Juan de corte liberal y unitario editado por Domingo Faustino Sarmiento durante el año 1839 durante la gobernación de Nazario Benavídez. Fue editado nuevamente en 1862 durante la gobernación de la provincia por Sarmiento.
En 1839 Paula Albarracín de Sarmiento y su hermana Procesa, madre y tía de Sarmiento respectivamente intercedieron ante el gobernador de San Juan, general Nazario Benavidez para que permitiera a Sarmiento volver a la provincia, de donde se había exiliado. El gobernador permitió el regreso y a los días lo puso a cargo de la imprenta del estado.
Esta imprenta había sido comprada por Salvador María del Carril con los fondos obtenidos de la venta de bienes de los conventos que había clausurado. Es la misma imprenta en la cual se había imprso en 1825 El Defensor de la Carta de Mayo, primer periódico de la provincia de San Juan.
Al poco tiempo de asumir sus nuevas funciones Domingo Faustino Sarmiento y un grupo de amigos de pensamiento liberal y unitario entre los que estaban Manuel Quiroga Rosas, Indalecio Rodríguez, Pedro Echagüe y Antonino Aberastain pidieron autorización para publicar un periódico y comenzaron El Zonda. El 20 de julio de 1839 se publicó el primer número.
El primer número contenía una crónica de la apertura del Colegio Santa Rosa en la Ciudad de San Juan. Él era el fundador y primer director del colegio.
En el artículo titulado "Las tapias tienen orejas", uno de los pocos con autoría comprobada por parte de Sarmiento desarrolla un diálogo entre dos personajes, uno ilustrado y el otro analfabeto donde el primero explica al segundo las conveniencias de la educación para el progreso individual y social y para la elección de buenos gobernantes. Este artículo prefigura las tesis que luego desarrollaría en su libro Facundo o civilización y barbarie en las pampas argentinas.

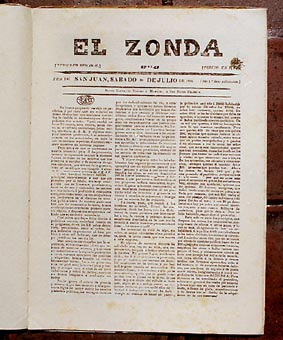
Ejemplar de El Zonda.

Desde El Zonda Sarmiento criticó duramente al gobierno nacional y al provincial y dio difusión a su ideario liberal y unitario. Esto causó gran escándalo en su época ya que se trató del primer periódico de la provincia que criticaba a los gobernantes.
Sarmiento se refería al periódico diciendo: 

"¿Qué es pues un periódico? Una mezquina hoja de papel, llena de retazos, obra sin capítulos, sin prólogo, atestada de bagatelas del momento. Se vende una casa. Se compra un criado. Se ha perdido un perro, y otras mil frioleras, que al día siguiente a nadie interesan (...) un periódico es el hombre. El ciudadano, la medida de la civilización de un pueblo"

Solo se imprimieron seis números hasta que el gobernador Nazario Benavidez les colocó un impuesto exorbitante que impidió continuar su publicación. En 1862 cuando Sarmiento asumió la gobernación de San Juan volvió a editarlo. Algunos historiadores sostienen que la fijación del tributo se originó en una nota en la que se hablaba de una perra llamada "Critiquilla" a la que mucha gente adulaba y que ofendió a Telésfora Borrego, esposa de Benavidez quien se sintió aludida. Otros afirman que el cierre del periódico coincide con el endurecimiento de las medidas de Rosas contra los unitarios
Sarmiento cerraba la última edición el 25 de agosto de 1839 con una aguda crítica al tributo impuesto por el gobierno que decía: 

AVISO A LOS SUSCRIPTORES  Con este núm. se concluye la primera suscripción. En adelante constará cada núm. cinco reales; pues la impresión nos cuesta 24 pesos por núm. sin contar papel, etc. Como no hay sino cincuenta lectores, es preciso que ellos lo paguen, a prorrata. ¡Qué negocio para la imprenta! ¡24 ps. por semana o cerca de cien pesos al mes; 1.200 pesos al año y en los diez años que tenemos que escribir 12.000 pesos, por 500 números!!! Porra... ¡Qué mamada para la civilización y para los progresos del país! ¡12.000 pesos!!!

Domingo Faustino Sarmiento fue encarcelado por negarse a pagar el precio del tributo, que no fue sancionado por decreto alguno. Estando en prisión y bajo el consejo de sus amigos cofundadores y redactores del periódico decidió, según sus palabras, abonar el precio exigido para evitar inconvenientes del gobierno con el Colegio Santa Rosa de Lima recientemente fundado por el mismo grupo de personas que había fundado el periódico.
Al año siguiente, 1840, Domingo Faustino Sarmiento partirá nuevamente hacia Chile exiliado nuevamente por haber conspirado contra Rosas, anecdóticamente lo hará a través del Valle de Zonda. Durante su exilio fundó o participó en otros periódicos como El Mercurio y El Nacional y luego en El Progreso, El Heraldo Argentino y La Crónica.
En 1850 Sarmiento se referiría en su obra Recuerdos de provincia a su periódico en los siguientes términos 

... i como capitel de todos estos trabajos preparatorios, un  periódico,  el  Zonda  que  fustigaba  las  costumbres  de  aldea,  promovia  el 
espíritu de mejora, i hubiera producido bienes incalculables, si el Gobierno, a quien  el  Zonda  no  atacaba,  no  hubiese  tenido  horror  a  la  luz  que  se  estaba haciendo;  i  de  aquí  vino  mi  segunda  prision,  por  haberme  negado  a  pagar veinte  i  seis  pesos,  que  en  violacion  de  las  leyes  i  decretos  vijentes,  se proponia  robarme  el  Gobierno...
Recuerdos de provincia, Domingo F. Sarmiento (Ortografía de la edición original)

## Formato
- Se trató de un semanario que se publicaba todos los jueves.[4]
- Los cuatro primeros números constaban de cuatro páginas y los dos últimos de seis páginas.
- Estaba escrito a tres columnas y usaban ilustraciones cómicas con tintes irónicos, una forma inédita de expresar descontento político en la provincia.
- El modo de redacción era el común de la prensa argentina de la época, las formas epistolares firmadas a través de seudónimos cambiantes.